# Hugo Gamper
Hugo Gamper (Santa Valburga, 21 febbraio 1934 – Rio di Pusteria, 21 agosto 1979) è stato un politico e avvocato italiano, altoatesino di lingua tedesca, esponente autonomista del Südtiroler Volkspartei.

## Carriera
Nato a Santa Valburga, nel comune di Ultimo, praticava l'attività forense a Bolzano.
Fu vicesindaco del capoluogo altoatesino dal 1969 al 1973, quando era sindaco Giancarlo Bolognini. Si dimise per candidarsi alle elezioni regionali del 1973, in cui venne eletto, venendo anche nominato capogruppo SVP nel consiglio provinciale.
Si dimise dalla carica nel 1976 perché candidato alla Camera dei deputati alle elezioni del 1976, risultando eletto. Fu poi confermato anche in occasione delle elezioni del 1979, ma morì due mesi dopo l'insediamento per un attacco cardiaco durante una escursione sull'alta via di Fundres, non lontano dal rifugio Bressanone. Gli subentrò Michl Ebner.